# レギュラー番組への道
『レギュラー番組への道』（レギュラーばんぐみへのみち）は、2020年度・2021年度はNHK BSプレミアム、2022年度からはNHK総合テレビジョンで放送される単発特別番組枠。2020年4月3日から放送開始。

## 概要
NHKでは過去にも、局内（NHKエンタープライズ（旧：NHKプラネットに当たる各地域支部含む）、NHKエデュケーショナル、NHKグローバルメディアサービスなどの関連制作会社・団体を含む）、外部プロダクションや在京キー局系の制作会社などに対して、新番組の企画案を持ち込んでもらい、そのパイロット版を放送する『NHK番組たまご』（のち『開発ゾーン枠』）というのがあったが、これのリニューアル版で、1週間の締めくくりである金曜日の夜に、ゆったりといやせる番組を提供したいという志を持った製作者たちが企画したパイロット版を毎週週替わりで紹介する。同一番組を2週以上連続して放送する事例や、過去に単発番組として放送した内容の中から30分版に再構成した番組を放送した事例もある。

## 放送時間
| チャンネル   | 期間       | 期間       | 放送時間（JST）              |
| ------------ | ---------- | ---------- | ---------------------------- |
| BSプレミアム | 2020.04.03 | 2022.03.25 | 金曜日 23:15 - 23:45（30分） |
| 総合テレビ   | 2022.04.09 | 2024.03.09 | 土曜日 23:30 - 24:00（30分） |
| 総合テレビ   | 2024.04.07 |            | 日曜日 0:10 - 0:40（30分）   |

## これまでに放送された番組

### BSプレミアム

#### 2020年
| 放送日   | 番組タイトル                             | 番組タイトル                             | 特記                                                                      |
| -------- | ---------------------------------------- | ---------------------------------------- | ------------------------------------------------------------------------- |
| 4月3日   | 魂のタキ火                               | 今夜都会の片隅で…六本木編                | ゲスト：前田敦子、勝村政信、古市憲寿                                      |
| 4月10日  | 魂のタキ火                               | 同・今夜、自然の森で…鎌倉編              | ゲスト：木村多江、吉田沙保里、中野信子                                    |
| 4月17日  | 今夜は絵顔で眠りたい!                    | 今夜は絵顔で眠りたい!                    |                                                                           |
| 4月24日  | 今夜は絵顔で眠りたい!                    | 今夜は絵顔で眠りたい!                    |                                                                           |
| 5月1日   | まいにち養老先生 ときどき まる           | 春を歩く                                 | MC：養老孟司 語り：上白石萌音                                             |
| 5月8日   | まいにち養老先生 ときどき まる           | 春を見る                                 | MC：養老孟司 語り：上白石萌音                                             |
| 5月15日  | まいにち養老先生 ときどき まる           | 春を思う                                 | MC：養老孟司 語り：上白石萌音                                             |
| 6月12日  | 夢の夜会は眠れない                       | 演奏家編                                 | ゲスト：辻井伸行、矢野顕子、大西順子                                      |
| 6月19日  | 夢の夜会は眠れない                       | 俳優編                                   | ゲスト：南果歩、小手伸也、柄本時生                                        |
| 6月26日  | 最後の○○〜ニッポンのレッドデータ         | 最後の○○〜ニッポンのレッドデータ         | MC：草彅剛（下記の過去放送分からのブロー・アップバージョン）              |
| 7月3日   | 最後の○○〜ニッポンのレッドデータ         | 最後の○○〜ニッポンのレッドデータ         | MC：草彅剛（下記の過去放送分からのブロー・アップバージョン）              |
| 7月10日  | 投稿 0〜3歳・珍プレーキッズ（2020夏）    | 投稿 0〜3歳・珍プレーキッズ（2020夏）    | MC：友近、山崎弘也、遠藤利彦                                              |
| 7月17日  | 本日閉店                                 | 世紀を超えた市場 神戸                    |                                                                           |
| 7月24日  | ヤミツキ人生!                            | イカ画家                                 | MC：片岡鶴太郎（下記の過去放送分からのブロー・アップバージョン）          |
| 7月31日  | ヤミツキ人生!                            | チェーンソー                             | MC：片岡鶴太郎（下記の過去放送分からのブロー・アップバージョン）          |
| 8月7日   | 秘密の”シェフめし”〜料理人の自分ごはん〜 | 秘密の”シェフめし”〜料理人の自分ごはん〜 | ゲスト：秋元さくら                                                        |
| 8月14日  | 秘密の”シェフめし”〜料理人の自分ごはん〜 | 秘密の”シェフめし”〜料理人の自分ごはん〜 | ゲスト：陳建一                                                            |
| 8月21日  | 再生できないホームビデオありませんか?    | 愛知編                                   |                                                                           |
| 8月28日  | 再生できないホームビデオありませんか?    | 大阪編                                   |                                                                           |
| 9月4日   | 業界怪談                                 | 清掃編                                   |                                                                           |
| 9月11日  | 業界怪談                                 | 建設編                                   |                                                                           |
| 9月18日  | 業界怪談                                 | 登山編                                   |                                                                           |
| 9月25日  | 超実験!ノー輸入食品生活                  | 超実験!ノー輸入食品生活                  |                                                                           |
| 10月2日  | ココロレストラン・ひと皿に人生あり       | 思い出のかば焼き                         |                                                                           |
| 10月9日  | ココロレストラン・ひと皿に人生あり       | 母に贈る故郷の味・煮菜                   |                                                                           |
| 10月16日 | イス吞み・東京再発見                     | イス吞み・東京再発見                     |                                                                           |
| 10月23日 | 今夜は絵顔で眠りたい!                    | 今夜は絵顔で眠りたい!                    |                                                                           |
| 10月30日 | 今夜は絵顔で眠りたい!                    | 今夜は絵顔で眠りたい!                    |                                                                           |
| 11月6日  | せりざんまい〜落札者密着物語〜           | 重機のせり                               |                                                                           |
| 11月13日 | 本日閉店                                 | としまえんラストディズ                   |                                                                           |
| 11月20日 | コンテナ全部開けちゃいました             | 横浜港                                   | 出演：カズレーザー（メイプル超合金） コンテナあけ太郎（声の出演）：下野紘 |
| 11月27日 | コンテナ全部開けちゃいました             | 東京港                                   | 出演：カズレーザー（メイプル超合金） コンテナあけ太郎（声の出演）：下野紘 |
| 12月4日  | まいにち養老先生 ときどき まる           | 秋を漂う                                 | MC：養老孟司 語り：上白石萌音                                             |
| 12月11日 | まいにち養老先生 ときどき まる           | 秋を願う                                 | MC：養老孟司 語り：上白石萌音                                             |

#### 2021年
| 放送日   | 番組タイトル                                      | 番組タイトル                                      | 特記 |
| -------- | ------------------------------------------------- | ------------------------------------------------- | --- |
| 1月8日   | 明鏡止水〜武のKAMIWAZA〜                          | 「一の巻 香取神道流」                             | MC：岡田准一、ケンドーコバヤシ ゲスト：ジャングルポケット太田、山崎怜奈 解説：アレキサンダー・ベネット（一の巻）、日野晃（二の巻） |
| 1月15日  | 明鏡止水〜武のKAMIWAZA〜                          | 「二の巻 武神館」                                 | MC：岡田准一、ケンドーコバヤシ ゲスト：ジャングルポケット太田、山崎怜奈 解説：アレキサンダー・ベネット（一の巻）、日野晃（二の巻） |
| 1月22日  | 投稿 0〜3歳・珍プレーキッズ（2021冬）             | 投稿 0〜3歳・珍プレーキッズ（2021冬）             | MC：バカリズム、若槻千夏、汐見稔幸                                                                                                 |
| 1月29日  | まいにち養老先生 ときどき まる                    | 冬を仰ぐ                                          | MC：養老孟司 語り：上白石萌音 |
| 2月5日   | まいにち養老先生 ときどき まる                    | 冬を送る                                          | MC：養老孟司 語り：上白石萌音 |
| 2月12日  | ミシン男子 夢見る服を仕立てます                   | ミシン男子 夢見る服を仕立てます                   | MC：滝藤賢一 |
| 2月19日  | せりざんまい 〜落札者密着物語〜                   | 錦鯉（にしきごい）                                | |
| 3月19日  | 神田伯山のこれがわが社の黒歴史                    | 取材した企業：バンダイ                            | MC：神田伯山 再現VTR出演：ガンプラ                                                                                                 |
| 3月26日  | 浮世物語・江戸の疫病処世術                        | 浮世物語・江戸の疫病処世術                        | 語り：春風亭一之輔 |
| 4月2日   | 今夜は絵顔で眠りたい!・エッセンシャルワーカー特集 | 今夜は絵顔で眠りたい!・エッセンシャルワーカー特集 | |
| 4月9日   | 今夜は絵顔で眠りたい!・エッセンシャルワーカー特集 | 今夜は絵顔で眠りたい!・エッセンシャルワーカー特集 | |
| 4月16日  | 2位さんはつらいよ                                 | 2位さんはつらいよ                                 | |
| 4月23日  | 2位さんはつらいよ                                 | 2位さんはつらいよ                                 | |
| 4月30日  | 小さな村のデッカい奇跡の物語                      | 塩?廃校?で町おこし                                | 取材地：福島県・高知県 |
| 5月7日   | 小さな村のデッカい奇跡の物語                      | 小笠原・占領からの復活                            | 取材地：小笠原諸島 |
| 5月14日  | 再生できないホームビデオありませんか?             | 長野編                                            | |
| 5月21日  | 再生できないホームビデオありませんか?             | 再会編                                            | |
| 5月28日  | さがせ!幻の絶版車                                 | マツダライトバス                                  | MC：横山剣、鈴木正文 |
| 6月4日   | さがせ!幻の絶版車                                 | スズキフロンテ800                                 | MC：横山剣、鈴木正文 |
| 6月12日  | 朝ごはんLab.                                      | 井川遥の絶品!三食丼                               | MC：井川遥 |
| 6月19日  | 朝ごはんLab.                                      | 井川遥の変わり豚汁                                | MC：井川遥 |
| 6月25日  | 明鏡止水〜武のKAMIWAZA〜                          | 「三の巻 躰道」                                   | MC：岡田准一、ケンドーコバヤシ ゲスト：市川紗椰、ニューヨーク嶋佐和也（三の巻のみ）                                                |
| 7月2日   | 明鏡止水〜武のKAMIWAZA〜                          | 「四の巻 幕末の剣術」                             | MC：岡田准一、ケンドーコバヤシ ゲスト：市川紗椰、ニューヨーク嶋佐和也（三の巻のみ）                                                |
| 7月9日   | コンテナ全部開けちゃいました                      | 川崎港                                            | 出演：カズレーザー（メイプル超合金） コンテナあけ太郎（声の出演）：下野紘                                                          |
| 7月16日  | コンテナ全部開けちゃいました                      | 清水港                                            | 出演：カズレーザー（メイプル超合金） コンテナあけ太郎（声の出演）：下野紘                                                          |
| 8月6日   | 希少誌道                                          | 車中泊誌                                          | 声の出演：カンニング竹山、井上咲楽 映像出演：濱津隆之                                                                              |
| 8月13日  | 希少誌道                                          | 寺院住職実務情報誌                                | 声の出演：カンニング竹山、井上咲楽 映像出演：濱津隆之                                                                              |
| 8月20日  | 今のうちに聞いておかないと一生後悔するよ          | 学生運動                                          | MC：井ノ原快彦 |
| 8月27日  | 今のうちに聞いておかないと一生後悔するよ          | オイルショック                                    | MC：井ノ原快彦 |
| 9月3日   | きめかた大図鑑 〜日本の今を決め方から学ぶ〜       | きめかた大図鑑 〜日本の今を決め方から学ぶ〜       | |
| 9月10日  | きめかた大図鑑 〜日本の今を決め方から学ぶ〜       | きめかた大図鑑 〜日本の今を決め方から学ぶ〜       | |
| 9月17日  | スピードキングダム 驚異の最速対決!                | ガンマンVS侍 早ワザ巌流島                         | MC：すゑひろがりず |
| 9月24日  | スピードキングダム 驚異の最速対決!                | 高速レジ打ち下剋上編                              | MC：すゑひろがりず |
| 10月1日  | こんなの借りるのどんな人?                         | こんなの借りるのどんな人?                         | |
| 10月8日  | こんなの借りるのどんな人?                         | こんなの借りるのどんな人?                         | |
| 10月15日 | 今夜は絵顔で眠りたい!・大阪編                     | 今夜は絵顔で眠りたい!・大阪編                     | |
| 10月22日 | 今夜は絵顔で眠りたい!・大阪編                     | 今夜は絵顔で眠りたい!・大阪編                     | |
| 11月19日 | 希少誌道                                          | 鑑賞石専門誌                                      | 声の出演：カンニング竹山、井上咲楽 映像出演：濱津隆之                                                                              |
| 11月26日 | 希少誌道                                          | バス業界専門誌                                    | 声の出演：カンニング竹山、井上咲楽 映像出演：濱津隆之                                                                              |
| 12月3日  | ドキュメント720時間                               | 巨大造形作品制作720時間                           | ドキュメント72時間からのスピンオフ番組                                                                                             |
| 12月10日 | ドキュメント720時間                               | 初めての車中移動生活720時間                       | ドキュメント72時間からのスピンオフ番組                                                                                             |
| 12月18日 | ミシン男子 〜夢見る服を仕立てます〜 Season2       | ミシン男子 〜夢見る服を仕立てます〜 Season2       | MC：滝藤賢一 |
| 12月25日 | ミシン男子 〜夢見る服を仕立てます〜 Season2       | ミシン男子 〜夢見る服を仕立てます〜 Season2       | MC：滝藤賢一 |

#### 2022年
| 放送日  | 番組タイトル                                  | 番組タイトル                                  | 特記                                         |
| ------- | --------------------------------------------- | --------------------------------------------- | -------------------------------------------- |
| 1月7日  | ワケあって顔出せません                        | CASE1 年商2640億円の男                        |                                              |
| 1月14日 | ワケあって顔出せません                        | CASE2 IT探偵（副業です）                      |                                              |
| 1月21日 | ヒロイン誕生!朝ドラな女たち                   | 婦人運動家 市川房枝×伊礼姫奈                  | 連続テレビ小説（朝ドラ）からのスピンオフ番組 |
| 1月28日 | ヒロイン誕生!朝ドラな女たち                   | 漫画家 上田トシコ×畑芽育                      | 連続テレビ小説（朝ドラ）からのスピンオフ番組 |
| 2月4日  | まなぶんかい!                                 | 洗濯機を分解!禁断の機械派ドキュメント         |                                              |
| 2月11日 | まなぶんかい!                                 | 飲み物自動販売機を分解 そして驚愕             |                                              |
| 2月18日 | ゆるスポ部、ガチです!〜運動オンチが下克上!?〜 | ゆるスポ部、ガチです!〜運動オンチが下克上!?〜 | MC：井ノ原快彦、小沢一敬、クロちゃん他       |
| 2月25日 | ゆるスポ部、ガチです!〜運動オンチが下克上!?〜 | ゆるスポ部、ガチです!〜運動オンチが下克上!?〜 | MC：井ノ原快彦、小沢一敬、クロちゃん他       |
| 3月4日  | 魔女のイチゲキ!世界たとえコトバ辞典           | 「部屋に象がいる」                            |                                              |
| 3月11日 | 魔女のイチゲキ!世界たとえコトバ辞典           | 「コロッケする」                              |                                              |
| 3月18日 | 集まれ!数ぽよ                                 | 集まれ!数ぽよ                                 | 出演：吹石一恵、西垣匠 語り：竹内良太        |
| 3月25日 | 集まれ!数ぽよ                                 | 集まれ!数ぽよ                                 | 出演：佐藤大樹、長井短 語り：竹内良太        |

### 総合テレビ

#### 2022年
| 放送日   | 番組タイトル                                                                          | 番組タイトル                                                                          | 特記 |
| -------- | ------------------------------------------------------------------------------------- | ------------------------------------------------------------------------------------- | --- |
| 4月9日   | 明鏡止水 〜武のKAMIWAZA〜                                                             | 「一の段 空手の一撃必殺」                                                             | MC：岡田准一、ケンドーコバヤシ ゲスト：百田夏菜子（ももいろクローバーZ）、太田博久（一の段のみ）、コカドケンタロウ（二の段のみ） |
| 4月16日  | 明鏡止水 〜武のKAMIWAZA〜                                                             | 「二の段 最強!?武蔵の剣」                                                             | MC：岡田准一、ケンドーコバヤシ ゲスト：百田夏菜子（ももいろクローバーZ）、太田博久（一の段のみ）、コカドケンタロウ（二の段のみ） |
| 4月23日  | 希少誌道                                                                              | メダカ育成専門誌                                                                      | 語り：カンニング竹山、井上咲楽 出演：濱津隆之                                                                                    |
| 4月30日  | 希少誌道                                                                              | サウナ業界経営情報誌                                                                  | 語り：カンニング竹山、井上咲楽 出演：濱津隆之                                                                                    |
| 5月14日  | ヒロイン誕生!ドラマチックな女たち                                                     | 婦人運動家 市川房枝×伊礼姫奈                                                          | 連続テレビ小説（朝ドラ）からのスピンオフ番組 BSプレミアムで2022年1月21日に放送された内容を改題の上、再放送                       |
| 5月21日  | 魔女のイチゲキ! 世界たとえコトバ辞典                                                  | 部屋に象がいる                                                                        | BSプレミアムで2022年3月4日に放送された内容の再放送                                                                               |
| 5月28日  | コズミックフロントΩ 宇宙誕生                                                          | コズミックフロントΩ 宇宙誕生                                                          | BSプレミアム『コズミックフロント』からのスピンオフ番組 MC：阿部寛                                                                |
| 6月4日   | 発県!くらべる学校百景                                                                 | モテる生徒が変わる?                                                                   | MC：杉野遥亮、ヒコロヒー、高瀬耕造 語り：鬼頭明里                                                                                |
| 6月11日  | 笑わない数学                                                                          | フェルマーの最終定理                                                                  | MC：尾形貴弘 |
| 6月18日  | マエストロたちの晩さん会 江戸前鮨（すし）の職人たち                                   | マエストロたちの晩さん会 江戸前鮨（すし）の職人たち                                   | 出演：モーリー・ロバートソン 語り：秀島史香                                                                                      |
| 6月25日  | ハザードマップで旅してみた                                                            | ハザードマップで旅してみた                                                            | ナビゲーター：吉川晃司 旅：山之内すず、鈴木福                                                                                    |
| 7月16日  | あなたのプレイリスト教えてください のん登場!人がどんな音楽聴いているか興味ないですか? | あなたのプレイリスト教えてください のん登場!人がどんな音楽聴いているか興味ないですか? | ナレーション：ジョン・カビラ 出演：のん                                                                                          |
| 7月23日  | 再生できないホームビデオありませんか?                                                 | 天国の息子が...                                                                       | MC：アンタッチャブル 語り：早見沙織 ゲスト：小泉孝太郎                                                                           |
| 7月30日  | お笑いインスパイアドラマ ラフな生活のススメ                                           | お笑いインスパイアドラマ ラフな生活のススメ                                           | ドラマパート：小池栄子、桜井玲香、中川大輔 脚本：加納愛子 ネタパート：空気階段、ハナコ、ジェラードン、かが屋                     |
| 8月6日   | 超老芸術 驚きの鬼才!爆誕                                                              | 前編                                                                                  | 出演：くっきー!、堀田茜、櫛野展正、みりちゃむ（前編のみ） 語り：木村佳乃                                                         |
| 8月13日  | 超老芸術 驚きの鬼才!爆誕                                                              | 後編                                                                                  | 出演：くっきー!、堀田茜、櫛野展正、みりちゃむ（前編のみ） 語り：木村佳乃                                                         |
| 8月27日  | 再生できないホームビデオありませんか?                                                 | 亡き妻から娘へ                                                                        | MC：アンタッチャブル 語り：早見沙織 ゲスト：瀧本美織                                                                             |
| 9月3日   | 1オクターブ上の音楽会                                                                 | スナッキーで踊ろう&イエロー・サブマリン音頭                                           | MC：竹中直人 出演：海道はじめ、金沢明子、吉沢京子                                                                                |
| 9月10日  | 1オクターブ上の音楽会                                                                 | マッチョ・ドラゴン&かえせ! 太陽を                                                     | MC：竹中直人 出演：藤波辰爾、麻里圭子、蝶野正洋                                                                                  |
| 9月17日  | 科学ニャーズ                                                                          | 科学ニャーズ                                                                          | 出演：日村勇紀 声：土屋伸之、江上敬子、近藤くみこ 語り：掛川裕彦、井田香菜子                                                     |
| 9月24日  | 人間には飽きたので、野菜とデートする。                                                | 人間には飽きたので、野菜とデートする。                                                | 出演：アンミカ、片岡鶴太郎、八代亜紀、井上裕介、菊池亮太 朗読：小野賢章 声：下屋則子 語り：上條倫子、井上二郎                    |
| 10月1日  | 今日、うちでなに食べる?                                                               | 世界のオーブン料理                                                                    | MC：中村倫也 出演：千葉繁、水島裕 語り：田中真弓、庄司宇芽香、橋詰知久                                                           |
| 10月8日  | 今日、うちでなに食べる?                                                               | 世界のおもしろ鍋料理                                                                  | MC：中村倫也 出演：日髙のり子、朴ろ美 語り：千葉繁、田中真弓、庄司宇芽香、橋詰知久                                               |
| 10月15日 | 超むずかしい話                                                                        | 超むずかしい話                                                                        | 出演：ロザン宇治原、大久保佳代子                                                                                                 |
| 10月22日 | プロの秘技拝見ドキュメント 脳内実況                                                   | プロの秘技拝見ドキュメント 脳内実況                                                   | |
| 10月29日 | デンジャーレンジャー                                                                  | デンジャーレンジャー                                                                  | 出演：小澤征悦、斉藤慎二 声：内田真礼、小野大輔、井上麻里奈                                                                      |
| 11月5日  | 明鏡止水 〜武のKAMIWAZA〜                                                             | 「三の段 柔術温故知新」                                                               | MC：岡田准一、ケンドーコバヤシ ゲスト：トリンドル玲奈、松本薫（三の段のみ） 語り：大塚明夫                                       |
| 11月12日 | 明鏡止水 〜武のKAMIWAZA〜                                                             | 「四の段 武の原点?少林拳」                                                            | MC：岡田准一、ケンドーコバヤシ ゲスト：トリンドル玲奈、松本薫（三の段のみ） 語り：大塚明夫                                       |
| 11月19日 | 未来にドックン〜待ち合わせは10年後〜                                                  | 未来にドックン〜待ち合わせは10年後〜                                                  | 出演：アインシュタイン、谷まりあ ゲスト：宮下芳明（明治大学教授） 声：田野アサミ 語り：茶風林                                    |
| 11月26日 | そのお仕事、実況させてください!                                                       | そのお仕事、実況させてください!                                                       | 出演：三宅健、近藤春菜、ねじ 語り：相沢舞                                                                                        |
| 12月3日  | 二足目のわらじ〜あなたの副業なんですか?〜                                             | 二足目のわらじ〜あなたの副業なんですか?〜                                             | MC：哀川翔、ヒコロヒー 語り：小野賢章                                                                                            |

#### 2023年
| 放送日   | 番組タイトル                                     | 番組タイトル                                     | 特記                                                                                    |
| -------- | ------------------------------------------------ | ------------------------------------------------ | --------------------------------------------------------------------------------------- |
| 1月7日   | おかえり音楽室                                   | Da-iCE 花村想太                                  | 出演：花村想太、大野雄大                                                                |
| 1月14日  | おかえり音楽室                                   | Awich                                            | 出演：Awich                                                                             |
| 1月21日  | モナピカダリタロー                               | モナピカダリタロー                               | 出演：鈴鹿央士、Aマッソ、加賀美健、土田隆生、高橋雅雄                                   |
| 1月28日  | 観光クエスト                                     | 観光クエスト                                     | 出演：宍戸開、サヘル・ローズ 語り：大塚芳忠                                             |
| 2月4日   | 富美男と幸治のナゾ食X                            | 東京・新大久保でベトナム三昧!                    | 出演：梅沢富美男、東野幸治 語り：山里亮太                                               |
| 2月11日  | フェス・アローン! ひとりのあなたへ愛と平和の30分 | フェス・アローン! ひとりのあなたへ愛と平和の30分 | 出演：ハライチ 語り：青山吉能                                                           |
| 2月18日  | ワケあって顔出せません                           | CASE1 年商2640億円の男                           | 出演：亀山敬司、西原理恵子、小山薫堂、茂木健一郎、村中悠介                              |
| 2月25日  | 大人ランドセル                                   | 大人ランドセル                                   | 出演：MEGUMI、後藤真希 語り：浅田伊織                                                   |
| 3月4日   | クドキャン!                                      | 工藤公康の九州沖縄キャンプ旅                     | 出演：工藤公康、工藤遥加                                                                |
| 3月11日  | ネコが選ぶ!アニマル動画グランプリ                | ネコが選ぶ!アニマル動画グランプリ                | MC：鈴木遥 出演：中川翔子、サンシャイン池崎 実況：後藤理 語り：石澤典夫                 |
| 3月18日  | おかえり音楽室                                   | マカロニえんぴつ はっとり                        | 出演：マカロニえんぴつ                                                                  |
| 3月25日  | Laughmakers 笑の道                               | チョコレートプラネット                           | 出演：チョコレートプラネット、中田敦彦 語り：松岡禎丞                                   |
| 4月1日   | 世界同業者サミット                               | #1・トラックドライバー                           | MC：サッシャ、井戸田潤                                                                  |
| 4月8日   | 世界同業者サミット                               | #2・動物園飼育員                                 | MC：サッシャ、井戸田潤                                                                  |
| 4月15日  | ロバート秋山 Produce 緊急!町民オーディション     | 福岡県吉富町                                     | 出演：秋山竜次                                                                          |
| 4月22日  | ロバート秋山 Produce 緊急!町民オーディション     | 宮崎県川南町                                     | 出演：秋山竜次                                                                          |
| 4月29日  | パートナーは、アジアの扉                         | パートナーは、アジアの扉                         | 出演：ジェジュン、重盛さと美 語り：もう中学生                                           |
| 5月13日  | コレ押したらどうなる?                            | コレ押したらどうなる?                            | 出演：小峠英二、髙橋ひかる 語り：田島直弥、山田茉莉                                     |
| 5月20日  | JJJJO1                                           | JO1×青森ねぶた祭 温故知新の旅始まる!             | 出演：JO1、北村麻子                                                                     |
| 5月27日  | どうぶつ引っ越し大作戦                           | ホッキョクグマのライトが大移動                   | MC：柴田英嗣、浅野里香 解説：佐藤哲也                                                   |
| 6月3日   | 偉人たちの謝罪会見〜時代を超えてゴメンなさい     | 偉人たちの謝罪会見〜時代を超えてゴメンなさい     | 出演：梶原善、横山由依、高川裕也                                                        |
| 6月10日  | 90祭                                             | 教えて!思い出のテレビin徳島                      | 出演：北島康雄 語り：西田敏行 アナウンサー：義村聡志                                    |
| 6月17日  | 青春100K                                         | 熊本・玉名高校「タオル人文字応援」               | 語り：上白石萌音                                                                        |
| 6月24日  | サギペディア                                     | だましの法則                                     | 出演：山崎怜奈、夏原武、中野信子、前田知洋、本田博太郎 声：近藤サト、乃村健次、幸野善之 |
| 7月1日   | ゆる〜いガッコウ                                 | タテ読みマンガでなんとなく分かるかも             | 出演：小川彩                                                                            |
| 7月8日   | JJJJO1                                           | JO1×姫路城 日本再発見の旅始まる!                 | 出演：JO1                                                                               |
| 7月22日  | 送り先は配達困難地域                             | 送り先は配達困難地域                             | 語り：椎名一真                                                                          |
| 7月29日  | “寄贈天外”ミュージアム                           | “寄贈天外”ミュージアム                           | 出演：大久保佳代子、せいや 語り：坂上みき                                               |
| 8月5日   | 妄想かみ砕きミュージック                         | 妄想かみ砕きミュージック                         | MC：設楽統（バナナマン）、浅野里香 出演：大久保佳代子、森崎ウィン、平井まさあき、長井短 |
| 8月12日  | 青春100K                                         | 兵庫・六甲学院 「汗と涙の総行進」                | 語り：上白石萌音                                                                        |
| 8月19日  | もぐらの穴掘り                                   | もぐらの穴掘り                                   | 出演：鈴木もぐら 語り：水川かたまり                                                     |
| 8月26日  | 世界の選挙から                                   | 中米 グアテマラ                                  | 語り：池田秀一                                                                          |
| 9月2日   | 店主クセ者!                                      | 店主クセ者!                                      | 出演：優香、橋本直（銀シャリ）、でぃばば                                                |
| 9月9日   | ミラドール                                       | 絶景を聴く                                       | 出演：SHOW-GO                                                                           |
| 9月23日  | 危険なささやき                                   | 危険なささやき                                   | 出演：田畑智子 語り：槇大輔 解説：西田公昭                                              |
| 10月7日  | 世界の結婚式に参列してみました!                  | モンゴル                                         | 出演：ヒロミ、井上裕介、山之内すず 声：田尻浩章、森千晃 語り：中山果奈                  |
| 10月21日 | おやすみ王子                                     | おやすみ王子                                     | 出演：水上恒司、藤岡真威人、犬飼貴丈 原作：小川洋子、千早茜、窪美澄                     |
| 10月28日 | 図書館名探偵の事件簿                             | 図書館名探偵の事件簿                             | MC：森本晋太郎 出演：伊集院光、堀田茜 語り：黒田崇矢                                    |
| 11月4日  | おかえり音楽室                                   | 新しい学校のリーダーズ SUZUKA                    | 出演：新しい学校のリーダーズ                                                            |
| 11月11日 | おかえり音楽室                                   | I Don't Like Mondays.                            | 出演：I Don't Like Mondays.                                                             |
| 11月18日 | おかえり音楽室                                   | 木村カエラ                                       | 出演：木村カエラ                                                                        |
| 12月9日  | 世界の団地に泊まってみたら                       | 世界の団地に泊まってみたら                       | 語り：芳根京子 声：せいや（霜降り明星）                                                 |
| 12月16日 | JJJJO1                                           | JO1×花火 秋田の花火文化を北海道へ!               | 出演：JO1                                                                               |

#### 2025年
| 放送日  | 番組タイトル                                       | 特記 |
| ------- | -------------------------------------------------- | --- |
| 1月26日 | ○○で一番面白い話                                   | 出演：山里亮太（南海キャンディーズ）、増田明美、香音                                                                                 |
| 3月23日 | 擬人化ドラマ 被告人パンダ                          | 出演：森香澄 |
| 3月26日 | ザキヤマがウチのごはんを食べにくる～               | 出演：山崎弘也（アンタッチャブル）                                                                                                   |
| 4月6日  | もういちどあの場所へ 能登1999→2025                 | |
| 4月13日 | 天下一運動会                                       | 出演：武井壮、中田花奈 ほか |
| 5月11日 | もしオケ! もしオーケストラが“私の人生”を演奏したら | MC：粗品（霜降り明星） |
| 6月1日  | お笑いバトル！ピン・ツー・スリー                   | チーム・エバース：エバース、ソマオ・ミートボール、金魚番長、オフローズ チーム・かが屋：かが屋、友田オレ、春とヒコーキ、リンダカラー∞ |

## 当番組からレギュラー化または単独の特番化した番組
レギュラー番組になった番組は、放送日の個所を放送開始・終了日を記載。なお、『レギュラー番組への道』で放送された作品順に並べてある。
| 番組タイトル                                                | 番組タイトル | 放送日                        | 特記 |
| ----------------------------------------------------------- | --- | ----------------------------- | --- |
| 魂のタキ火                                                  | 魂のタキ火 | 2020年10月6日 - 2021年3月23日 | BSプレミアム：毎週火曜日 23:15 - 23:45 生放送（同じ週の金曜日 12:30 - 13:00 再放送）でレギュラー化。 ゲスト3人が関東を中心としたスポットでたき火をしながらトークを展開するものだった。 レギュラー終了後も過去に放送された番組から3本を選んで、放送されなかった未公開シーンを加えた「スピンオフ60分版」（2021年9月5日 0:00 - 1:00（9月4日深夜）、11月12日 23:15 - 翌日0:15、12月5日 23:15 - 翌日0:15）が放送された。 トークの個所を排除し、たき火だけを流す「癒しの炎」というスピンオフ番組が、総合テレビやBSプレミアムの深夜フィラー（映像散歩）で放送されたこともある。 |
| 魂のタキ火                                                  | 魂のタキ火 | 2021年11月5日                 | BSプレミアム：23:15 - 翌日0:15 特別編として新作が生放送された。 |
| 今夜は絵顔で眠りたい!                                       | スペシャル | 2021年1月15日                 | BSプレミアム：22:00 - 23:00 |
| 今夜は絵顔で眠りたい!                                       | 福岡編 | 2021年11月21日・28日          | BSプレミアム：9:00 - 9:30 |
| まいにち養老先生シリーズ                                    | まいにち養老先生、ときどき、まる "めぐる春" | 2020年7月24日                 | BSプレミアム：17:05 - 18:05 上記の5月放送3回分の総集編 MC：養老孟司、語り：上白石萌音（以下同文） |
| まいにち養老先生シリーズ                                    | まいにち養老先生、ときどき、まる スペシャル | 2021年3月13日                 | BSプレミアム：21:00 - 22:30 上記の11・2月放送4回分の総集編。 |
| まいにち養老先生シリーズ                                    | まいにち養老先生、ときどき…2021 夏 | 2021年8月21日                 | BSプレミアム：19:00 - 20:30 MC：養老孟司、語り：橋本愛（以下同文） |
| まいにち養老先生シリーズ                                    | まいにち養老先生、ときどき…2021 秋 | 2021年12月29日                | BSプレミアム：18:00 - 19:30 |
| まいにち養老先生シリーズ                                    | まいにち養老先生、ときどき…2022 冬 | 2022年3月26日                 | BSプレミアム：18:00 - 19:30 |
| 最後の○○〜日本のレッドデータ〜                              | 最後の○○〜日本のレッドデータ〜 | 2020年5月1日                  | BSプレミアム：22:00 - 23:00 MC：草彅剛（以下同文） |
| 最後の○○〜日本のレッドデータ〜                              | 最後の○○〜日本のレッドデータ〜 | 2021年9月10日                 | BSプレミアム・BS4K（サイマル生放送）：21:00 - 22:00 |
| 最後の○○〜日本のレッドデータ〜                              | 最後の○○〜日本のレッドデータ〜 | 2021年10月26日                | BSプレミアム：19:30 - 20:00（ブローアップ版） |
| 最後の○○〜日本のレッドデータ〜                              | 最後の○○〜日本のレッドデータ〜 | 2021年12月8日                 | BSプレミアム：22:25 - 22:54（ブローアップ版） |
| 最後の○○〜日本のレッドデータ〜                              | 最後の○○〜日本のレッドデータ〜 | 2022年3月30日・4月15日        | BS4K：18:00 - 19:00 BSプレミアム・BS4K（サイマル放送）：17:00 - 18:00 |
| ヤミツキ人生!                                               | 世界の亀三、金魚仙人他 | 2017年12月20日                | BSプレミアム：21:00 - 22:00 MC：片岡鶴太郎（以下同文） |
| ヤミツキ人生!                                               | 究極の鉄道模型、日本のガウディ、イカ画家 | 2018年4月7日                  | BSプレミアム：23:45 - 翌日0:45 |
| ヤミツキ人生!                                               | トライアングル、アマチュア無線他 | 2018年8月25日                 | BSプレミアム：23:45 - 翌日0:45 |
| ヤミツキ人生!                                               | ゴリラ絵を描き続ける女性、バスケットボールのスリーポイントシュートにヤミつき沖縄の74歳、木で海の生き物を彫ることにヤミつき35年で800以上も彫り上げた三陸漁師 | 2019年4月3日                  | BSプレミアム：21:00 - 22:00 |
| ヤミツキ人生!                                               | 切絵にヤミツキの女性、生野菜から様々な音色を繰り出す男 | 2020年3月21日                 | BSプレミアム：11:00 - 12:00 |
| ヤミツキ人生!                                               | 新聞ドレスで街をかっ歩!? 階段にかける人生 | 2020年4月17日                 | BSプレミアム：22:00 - 23:00 |
| ヤミツキ人生!                                               | 恐竜模型、モダンガール | 2021年1月16日                 | BSプレミアム：8:45 - 9:45 |
| ヤミツキ人生!                                               | 現代の原始人、ガムテープや絵の具で有名人の顔マネ650人を達成した強者、風変わりな顔出し看板で摩訶不思議な世界を作る女性                                       | 2021年3月27日                 | BSプレミアム：11:00 - 12:00 |
| ヤミツキ人生!                                               | （オール女性大会）死体になりきることに執念を燃やす看護師、明太子が好きすぎて脱サラして福岡に移住した強者、魂のミニチュアハウス作り                          | 2021年9月24日                 | BSプレミアム：22:00 - 23:00 |
| ヤミツキ人生!                                               | 山の中にUFO出現!?謎のテーマパークを一人で作り続ける男、阿蘇の外輪山に摩訶不思議な風景を出現させた農家、人魚になりきることにヤミつく元コスプレイヤー         | 2022年2月5日                  | BSプレミアム：8:45 - 9:45 |
| 神田伯山のこれがわが社の黒歴史                              | 取材した企業：ヤマハ | 2021年11月23日                | 総合テレビ：18:05 - 18:35 MC：神田伯山 再現VTR出演：ウルトラシリーズの怪獣 |
| 神田伯山のこれがわが社の黒歴史                              | 取材した企業：ブラザー工業 | 2022年8月9日                  | 総合テレビ：22:50 - 23:20 MC：神田伯山 再現VTR出演：『キン肉マン』の超人 |
| 神田伯山のこれがわが社の黒歴史                              | （レギュラー版） | 2023年7月5日 - 9月20日        | 総合テレビ：水曜 23:00 - 23:30 引き続きMCは神田伯山が担当。 |
| 朝ごはんLab.                                                | 井川遥のシャキシャキレタス料理 | 2021年11月17日                | BSプレミアム：いずれも6:45 - 7:15 11月15日・16日にも上記8月放送の2作品を改めて再放送。 MC：井川遥 |
| 朝ごはんLab.                                                | 井川遥のカラフルジャム料理 | 2021年11月18日                | BSプレミアム：いずれも6:45 - 7:15 11月15日・16日にも上記8月放送の2作品を改めて再放送。 MC：井川遥 |
| 朝ごはんLab.                                                | 井川遥のチーズ薬膳粥 | 2021年11月19日                | BSプレミアム：いずれも6:45 - 7:15 11月15日・16日にも上記8月放送の2作品を改めて再放送。 MC：井川遥 |
| 朝ごはんLab.                                                | （レギュラー版） | 2022年7月11日 - 9月26日       | 月曜日の若年層ターゲットゾーン第2部（23:00 - 23:30）で生放送。 引き続きMCは井川遥が担当。 |
| 明鏡止水〜武のKAMIWAZA〜                                    | 「五の巻 弓馬の道・居合」 | 2022年1月2日                  | BSプレミアム：21:30 - 23:00 MC：岡田准一、ケンドーコバヤシ ゲスト：魔裟斗、小島瑠璃子 解説：アレキサンダー・ベネット |
| 明鏡止水〜武のKAMIWAZA〜                                    | （レギュラー版） | 2023年1月11日 - 3月1日        | 水曜日の若年層ターゲットゾーン第2部（23:00 - 23:30）で放送。 引き続きMCは岡田准一とケンドーコバヤシが担当。 |
| 笑わない数学（レギュラー版）                                | 笑わない数学（レギュラー版） | 2022年7月12日 - 9月28日       | 水曜日の若年層ターゲットゾーン第2部（23:00 - 23:30）で放送。 |
| ヒロイン誕生!ドラマチックなオンナたち（レギュラー版）       | ヒロイン誕生!ドラマチックなオンナたち（レギュラー版） | 2022年10月3日 - 12月26日      | 月曜日の若年層ターゲットゾーン第2部（23:00 - 23:30）で放送。 |
| コンテナ全部開けちゃいました!                               | 〜博多港編〜 | 2022年12月21日                | 総合テレビ：22:00 - 22:45 出演：カズレーザー（メイプル超合金）、秋元真夏（乃木坂46） コンテナあけ太郎（声の出演）：下野紘 |
| お笑いインスパイアドラマ ラフな生活のススメ（レギュラー版） | お笑いインスパイアドラマ ラフな生活のススメ（レギュラー版）                                                                                                 | 2023年7月4日 - 9月19日        | 総合テレビ：火曜 23:00 - 23:30 |